# Confinements liés à la pandémie de Covid-19
La pandémie de Covid-19 a entrainé des confinements partiels ou totaux de leur population dans de nombreux pays du monde, à l'échelle locale ou nationale, durant les années 2020 et 2021. Au pic d'avril 2020, cela concerne plus de 4,5 milliards de personnes dans 110 pays. 

## Allemagne
L'Allemagne a été confinée du 22 mars au 6 mai 2020. Elle est partiellement confinée du 16 décembre 2020 au 14 février 2021.

## Autriche
L'Autriche a subi plusieurs confinements, elle été confinée à partir du 16 mars 2020 et du 26 décembre 2020.

## Belgique
La Belgique a été confinée à partir du 18 mars 2020.

## Chili
Le Chili a confiné sa capitale Santiago à partir du 15 mai 2020.

## Chine
En Chine, la ville de Wuhan a été confinée du 23 janvier au 8 avril 2020. 

## Colombie
La Colombie a été confinée de mars à août 2020.

## Danemark
Le Danemark a été confiné du 16 mars au 15 avril 2020.

## Espagne
L'Espagne a été confinée à partir du 15 mars 2020.

## États-Unis
Aux États-Unis, les confinements ont été décidés État par État.

## France
La France a été confinée à trois reprises, du 17 mars au 11 mai 2020, du 30 octobre au 21 décembre 2020, et du 3 avril au 3 mai 2021.

## Inde
L'Inde a été confinée à partir du 24 mars 2020.

## Israël
Israël a été confiné à partir de fin décembre 2020.

## Italie
L'Italie a été confinée à partir du 10 mars 2020.

## Libye
- Les zones contrôlées dans l'ouest de la Lybie et sa capitale Tripoli ont été confinées par le gouvernement d'union nationale libyen en avril 2020[7].

## Lituanie
La Lituanie a été confinée à partir du 16 décembre 2020.

## Madagascar
À Madagascar, la capitale Antananarivo est confinée à partir du 5 juillet 2020.

## Mexique
Le Mexique a été confiné à partir du 23 mars 2020.

## Panama
Le Panama a été partiellement confiné en 2020.

## Pays-Bas
Les Pays-Bas ont été confinés de fin 2020 à début 2021.

## République du Congo
La république du Congo a été confinée en avril et mai 2020.

## Royaume-Uni
Le Royaume-Uni a été confiné du 23 mars 2020. Le pays a été reconfiné le 4 janvier 2021.

## Rwanda
Le Rwanda a été confiné plusieurs fois, dont une fois à partir du 19 janvier 2021.

## Salvador
Salvador a été confiné en mai et début juin 2020.

## Seychelles
Les Seychelles ont été confinées début avril 2020.

## Sierra Leone
La Sierra Leone a été confinée à partir du 3 mai 2020.

## Tunisie
La Tunisie a été confinée à partir du 14 janvier 2021.

## Venezuela
Le Venezuela est confiné du 17 mars 2020.

## Zimbabwe
Le Zimbabwe a été confiné à plusieurs reprises, dont une fois à partir du 2 janvier 2021.

## Pays n'ayant pas confiné
Plusieurs pays comme le Japon, la Suède, l'Islande, l'Uruguay et la Tanzanie n'ont pas mis en place de confinement durant la pandémie.